# Piramide quadrata elongata
In geometria solida, la piramide quadrata elongata è un solido con 9 facce che può essere costruito, come intuibile dal suo nome, allungando una piramide quadrata attraverso l'aggiunta di un cubo alla sua base.

## Caratteristiche
Nel caso in cui tutte le sue facce siano poligoni regolari, la piramide quadrata elongata diventa uno dei 92 solidi di Johnson, in particolare quello indicato come J8, ossia un poliedro strettamente convesso avente come facce dei poligoni regolari ma comunque non appartenente alla famiglia dei poliedri uniformi.
Come ogni altra piramide elongata, anche questa è un solido topologicamente, ma non geometricamente, autoduale.

## Formule
Considerando una piramide quadrata elongata avente come facce dei poligoni regolari aventi lato di lunghezza {\displaystyle a}, le formule per il calcolo del volume {\displaystyle V}, della superficie {\displaystyle A} e dell'altezza {\displaystyle h} risultano essere:
{\displaystyle V=a^{3}\left(1+{\frac {\sqrt {2}}{6}}\right)\approx 1,23570226\cdot a^{3};}
{\displaystyle A=a^{2}\left(5+{\sqrt {3}}\right)\approx 6,732050808\cdot a^{2};}
{\displaystyle h=a\left(1+{\frac {\sqrt {2}}{2}}\right)\approx 1,707106781\cdot a.}

## Poliedro duale
Topologicamente la piramide quadrata elongata è autoduale. Geometricamente, il suo poliedro duale ha facce diverse: un quadrato, quattro triangoli isosceli e quattro trapezi isosceli.
| Poliedro duale | Sviluppo piano del duale |
| -------------- | ------------------------ |
|                |                          |

## Tassellature dello spazio correlate
La piramide quadrata elongata con facce regolari forma una completa tassellatura dello spazio se utilizzata assieme a tetraedri a formare una tassellatura spaziale simile alla tassellatura tetra-ottaedrica.